# Pomerania Posterioară

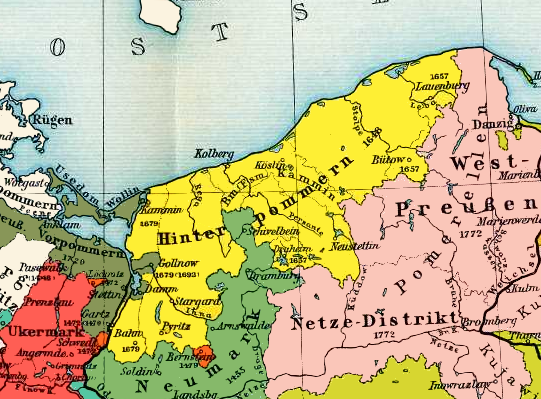
Pomerania Posterioară, după 1679 (în galben)

Pomerania Posterioară (în germană Hinterpommern, în poloneză Pomorze Tylne) este partea regiunii istorice Pomerania situată între râurile Odra la vest și Łeba la est. 
Pînă în 1945 a făcut parte din provincia germană Pomerania, fiind apoi atribuită Poloniei conform deciziilor Conferinței de la Potsdam. Între 1945 și 1950 populația germană a regiunii (peste 98% din totalul populației conform datelor din 1925) a fost expatriată (alungată) în Germania, regiunea fiind populată cu etnici polonezi expulzați de sovietici din estul Lituaniei și vestul Republicii Belarus. 
Actualmente, Pomerania Posterioară formează partea de bază a voievodatului polonez Pomerania Occidentală.